# 巴達維亞 (愛荷華州)
巴達維亞（英語：Batavia）是美国艾奥瓦州傑佛遜縣下轄的一个城市。2010年人口统计为499人。